# Зуав

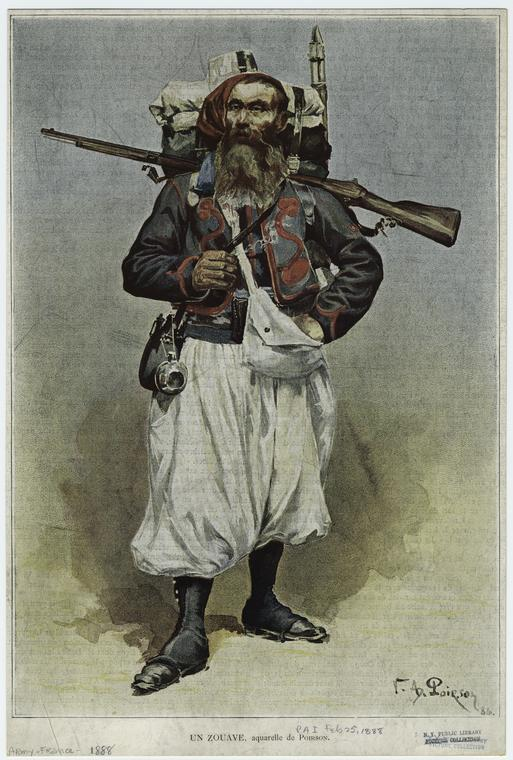
Зуав 1888 рік

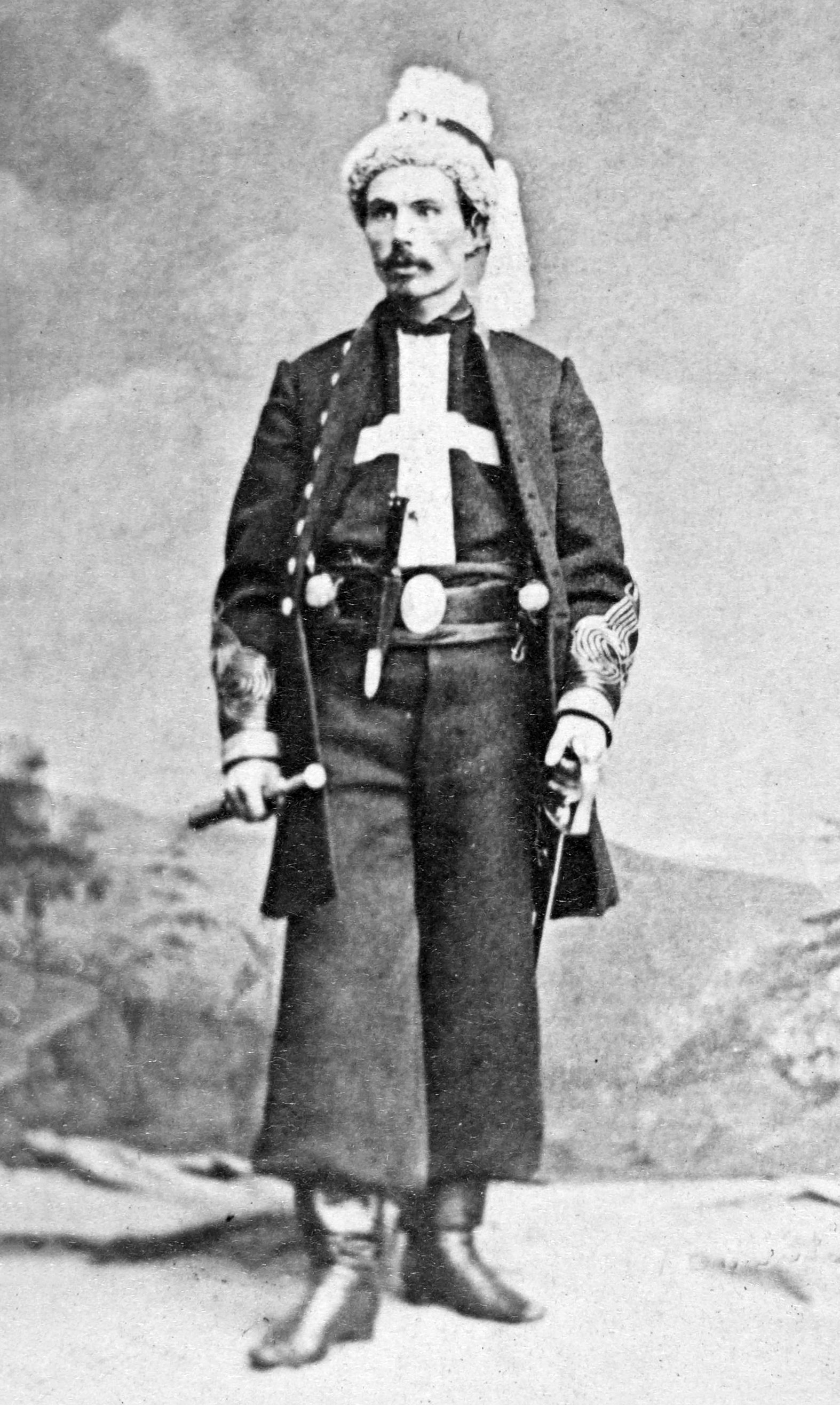
Зуав смерті — François Rochebrune

Зуав (фр. zouave, від Zwāwa — назва племінного угрупування кабілів): військовослужбовець легкої піхоти у французьких колоніальних військах, частини якої формувалися, головним чином, з жителів Північної Африки, а також добровольців-французів, з початку 20 століття — на основі військової повинності.

## Історія
Перші 2 батальйони зуавів були створені в Алжирі в 1830. У подальшому були сформовані ще 3 (1852), 4 (1914) і 6 (1939) полків.
Навіть в пізній період свого існування, коли більшість солдатів складали французи одяг (форма) та частково спорядження зберігали традиційний тубільний вигляд перших зуавів. Пізніше замість місцевого одягу було розроблено форму європейського зразка але зі «східними мотивами».
Зуави носили особливу форму одягу: куртку і жилет темно-синього кольору, шаровари темно-червоного кольору, широкий блакитний пояс, гетри, феску темно-червоного кольору (у урочистих випадках — білу чалму з невеликим темно-червоним ковпаком).
Зуави брали участь в різних війнах Франції в XIX–XX століттях: у Кримській війні (1853–1856), австро-італо-французькій війні (1859), франко-прусській війні 1870–1871, Першій і Другій світових війнах.
Після закінчення Другої світової війни формування зуавів були розформовані.

## Цікаві факти
- зуавами називали солдатів або офіцерів найманих стрілецьких частин в армії султанської Османської імперії.
- Під час Польського повстання 1863–1864 існували загони зуавів смерті, що складалися із смертників.